# Amanda Nava Elkin
Amanda Carolina Nava Elkin (* 22. Juni 1998) ist eine mexikanische Tennisspielerin.

## Karriere
Nava Elkin spielt hauptsächlich Turniere auf der ITF Women’s World Tennis Tour, wo sie aber noch keine Titel gewinnen konnte.
2017 spielte sie im April ihr erstes professionelles ITF-Turnier.
2023 erreichte sie ihr erstes Viertelfinale im Einzel sowie im Mai ihr erstes Halbfinale im Doppel.
2024 erreichte sie Ende Juni zusammen mit Haine Ogata ihr erstes Finale im Doppel eines ITF-Turniers, das die beiden mit 4:6 und 2:6 gegen die italienische Paarung Matilde Mariani und Beatrice Stagno verloren. Im Oktober erreichte ein weiteres Mal ein Viertelfinale im Einzel.
2025 erreichte sie im Januar zusammen mit Jenna Dean das Finale im Doppel des W35 Petit-Bourg, Guadeloupe, das die beiden gegen Victoria Mboko und Clervie Ngounoue mit 3:6 und 1:6 verloren.